# Letni Puchar Juniorów w narciarstwie alpejskim kobiet 2022
Letni Puchar Juniorów w narciarstwie alpejskim kobiet w sezonie 2022 to kolejna edycja tej imprezy. Cykl ten rozpoczął się 18 czerwca 2022 r. w czeskiej miejscowości Orlické Záhoří. Ostatnie zawody z tego cyklu rozegrano w dniach 17–20 sierpnia tego samego roku w niemieckim Neudorf, gdzie zostały przeprowadzone również letnie mistrzostwa świata juniorów.
Obrończynią pucharu była Włoszka Ambra Gasperi. Tym razem najlepsza okazała się Czeszka Eliška Rejchrtová.

## Podium zawodów
| Lp.                                                                               | Data             | Miejscowość            | Konkurencja     | 1. miejsce        | 2. miejsce        | 3. miejsce        |
| --------------------------------------------------------------------------------- | ---------------- | ---------------------- | --------------- | ----------------- | ----------------- | ----------------- |
| 1.                                                                                | 18 czerwca 2022  | Orlické Záhoří         | Gigant          | Aneta Koryntová   | Lara Teynor       | Ambra Gasperi     |
| 2.                                                                                | 18 czerwca 2022  | Orlické Záhoří         | Supergigant     | Aneta Koryntová   | Tina Hetfleisch   | Lara Teynor       |
| 3.                                                                                | 19 czerwca 2022  | Orlické Záhoří         | Slalom          | Tina Hetfleisch   | Ambra Gasperi     | Lara Teynor       |
| 4.                                                                                | 25 czerwca 2022  | Schwarzenbach/St. Veit | Gigant          | Lara Teynor       | Ambra Gasperi     | Eliška Rejchrtová |
| 5.                                                                                | 25 czerwca 2022  | Schwarzenbach/St. Veit | Supergigant     | Ambra Gasperi     | Lara Teynor       | Tina Hetfleisch   |
| 6.                                                                                | 26 czerwca 2022  | Schwarzenbach/St. Veit | Slalom          | Aneta Koryntová   | Lara Teynor       | Tina Hetfleisch   |
| 7.                                                                                | 16 lipca 2022    | Jasenská dolina-Kašová | Supergigant     | Eliška Rejchrtová | Aneta Koryntová   | Lara Teynor       |
| 8.                                                                                | 16 lipca 2022    | Jasenská dolina-Kašová | Supergigant     | Eliška Rejchrtová | Lara Teynor       | Nikola Fričová    |
| 9.                                                                                | 17 lipca 2022    | Jasenská dolina-Kašová | Slalom          | Eliška Rejchrtová | Lara Teynor       | Aneta Koryntová   |
| Letnie Mistrzostwa Świata Juniorów w Narciarstwie Alpejskim (17–20 sierpnia 2022) |                  |                        |                 |                   |                   |                   |
| 10.                                                                               | 17 sierpnia 2022 | Neudorf                | Supergigant     | Tina Hetfleisch   | Aneta Koryntová   | Eliška Rejchrtová |
| 11.                                                                               | 18 sierpnia 2022 | Neudorf                | Superkombinacja | Aneta Koryntová   | Eliška Rejchrtová | Tina Hetfleisch   |
| 12.                                                                               | 19 sierpnia 2022 | Neudorf                | Gigant          | Eliška Rejchrtová | Lara Teynor       | Tina Hetfleisch   |
| 13.                                                                               | 20 sierpnia 2022 | Neudorf                | Slalom          | Emma Eberhardt    | Eliška Rejchrtová | Tina Hetfleisch   |

## Klasyfikacje
| Lp. | Zawodniczka       | Punkty |
| --- | ----------------- | ------ |
| 1.  | Eliška Rejchrtová | 855    |
| 2.  | Lara Teynor       | 830    |
| 3.  | Tina Hetfleisch   | 755    |
| 4.  | Aneta Koryntová   | 720    |
| 5.  | Emma Eberhardt    | 478    |
| 6.  | Ambra Gasperi     | 420    |
| 7.  | Nikola Fričová    | 318    |
| 8.  | Federica Milesi   | 250    |
| 9.  | Sára Stloukalová  | 225    |
| 10. | Tatiana Suchá     | 211    |

| Lp. | Zawodniczka       | Punkty |
| --- | ----------------- | ------ |
| 1.  | Tina Hetfleisch   | 265    |
| 2.  | Eliška Rejchrtová | 220    |
| 3.  | Lara Teynor       | 205    |
| 4.  | Emma Eberhardt    | 185    |
| 5.  | Aneta Koryntová   | 160    |
| 6.  | Ambra Gasperi     | 130    |
| 7.  | Nikola Fričová    | 100    |
| 8.  | Julia Jähnigen    | 72     |
| 9.  | Federica Milesi   | 64     |
| 10. | Sára Pánková      | 50     |

| Lp. | Zawodniczka       | Punkty |
| --- | ----------------- | ------ |
| 1.  | Lara Teynor       | 260    |
| 2.  | Eliška Rejchrtová | 210    |
| 3.  | Aneta Koryntová   | 150    |
| 4.  | Tina Hetfleisch   | 145    |
| 5.  | Ambra Gasperi     | 140    |
| 6.  | Sára Stloukalová  | 117    |
| 7.  | Emma Eberhardt    | 81     |
| 8.  | Federica Milesi   | 53     |
| 9.  | Sára Pánková      | 52     |
| 10. | Nikola Fričová    | 50     |

| Lp. | Zawodniczka       | Punkty |
| --- | ----------------- | ------ |
| 1.  | Eliška Rejchrtová | 345    |
| 2.  | Lara Teynor       | 320    |
| 3.  | Aneta Koryntová   | 310    |
| 4.  | Tina Hetfleisch   | 285    |
| 5.  | Emma Eberhardt    | 162    |
| 6.  | Ambra Gasperi     | 150    |
| 7.  | Nikola Fričová    | 139    |
| 8.  | Federica Milesi   | 133    |
| 9.  | Tatiana Suchá     | 132    |
| 10. | Anna Ježová       | 129    |

| Lp. | Zawodniczka       | Punkty |
| --- | ----------------- | ------ |
| 1.  | Aneta Koryntová   | 100    |
| 2.  | Eliška Rejchrtová | 80     |
| 3.  | Tina Hetfleisch   | 60     |
| 4.  | Emma Eberhardt    | 50     |
| 5.  | Lara Teynor       | 45     |
| 6.  | Šárka Abrahamová  | 40     |
| 7.  | Mitsuki Hosoda    | 36     |
| 8.  | Julia Jähnigen    | 32     |
| 9.  | Nikola Fričová    | 29     |
| 10. | Tatiana Suchá     | 26     |